# Картер, Стюарт Бонем
Вице-адмирал сэр Стюарт Самнер Бонем Картер, KCB , ЦВО , DSO (9 июля 1889 г. — 5 сентября 1972 г.) — офицер Королевского флота, участвовавший в Первой и Второй мировых войнах.

## Военно-морская карьера
Младший сын Лотиана Бонэм-Картера и Эмили Мод Самнер, Бонэм Картер поступил на службу в Королевском флоте в 1904 году. Участвовал в Первой мировой войне, командуя брандером HMS Intrepid во время рейда на Зебрюгге в 1918 году. Он также командовал эсминцем HMS Shark на завершающем этапе войны.
Страстный игрок в крикет, Бонэм Картер сыграл два матча в первоклассный крикет
за крикетный клуб Королевского флота в 1925 году. В 1928 году был назначен начальником штаба командующего флотом в Африке и затем помощником директора по военно-морскому оборудованию (1932 год). В 1934 году стал начальником штаба 1-й эскадры крейсеров. В 1937 году получил командование Королевскими военно-морскими казармами в Чатеме, а в 1939 году сталвоенно-морским секретарем.
Участвовал во Второй мировой войне, командуя 3-й эскадрой линейных кораблей с 1940 г. и 18-й эскадрой крейсеров
с 1942 г.. Говорят, что у него была плохая репутация, поскольку крейсера, на которых он поднимал свой адмиральский флаг, постоянно тонули. В 1942 году был назначен начальником
ремонтной базы флота на Мальте и вскоре ушел в отставку из-за плохого состояния здоровья (1943 год). После отдыха и лечения в 1944 году вернулся на службу и возглавил проводку военно-морских конвоев.
К сожалению, между лордом Гортом (губернатором Мальты) и сэром Китом Парком из Королевских ВВС существовала ссора: Горт так и не простил Королевским ВВС то, что он считал их небрежностью в обеспечении надлежащего воздушного прикрытия войск, покидающих Дюнкерк, и, учитывая ведущую роль Парка в том сражении, это предубеждение было глубоко личным и в конечном итоге стало довольно нездоровым. Также был резкий разрыв в том, как оба видели функцию RAF: Горт предпочитал чистую оборону, в то время как Парк преследовал атаки на линии снабжения Роммеля, а также поддерживал агрессивную оборону. Бонэм-Картер был в какой-то степени зажат между двумя сильными персонажами, и постоянное напряжение и конфликт влияли на его психическое здоровье.

## Семья
В 1933 году женился на Еве Ллойд; у пары родилась дочь Джоанна. Стюар Бонем Картер приходится дальним родственником актрисе Хелен Бонем Картер.
Памятник Бонэм Картеру установлен в церкви Святой Марии в Буритоне (Buriton Бэритон).